# La Libre Belgique
La Libre Belgique és un diari belga en llengua francesa que va ser creat el febrer del 1915 com a diari clandestí de la resistència contra l'ocupant prussià durant la Primera Guerra Mundial, editat, segons el primer número en «un celler automòbil». Després de la guerra, Paul Jourdain, el fill del fundador del diari clandestí, amb carta blanca del cardenal Désiré-Joseph Mercier, en va fer un diari normal que fins a la fi dels anys 1960 va ser el diari més influent de Bèlgica.
| «                                | Anuncis: Com que els negocis són nuls sota la dominació alemanya, hem suprimit la pàgina d'anuncis i aconsellem als nostres clients estalviar els seus diners fins a temps millors. | » |
| — La Libre Belgique, febrer 1915 | |   |

Als anys 1960, tenia una tirada de més de cent mil exemplars, i tot i ser publicat en francès, la meitat es venia a Flandes. Vers la fi de la dècada, l'ocàs en va començar, i va haver de col·laborar, per meres raons econòmiques, amb el fins aleshores enemic jurat, el diari liberal i «ateista» La Dernière Heure. Fins a l'any 1999 era d'estricta ideologia catòlica, monàrquica i conservadora, però aleshores es va modernitzar i adaptar a la nova realitat d'una societat aconfessional i emancipada, cosa que va contribuir a la desaparició de diaris de partit o d'ideologia, igual com va passar amb la premsa socialista. Durant molt de temps va ser el darrer bastió de l'unionisme belga, llegit a ambdós costats de la frontera lingüística per la burgesia conservadora, però a poc a poc es va adaptar a la realitat del nou estat federal i de la desaparició dels «pilars» polítics. Segueix una línia redaccional de centredreta i accepta en les seves columnes crítiques a l'ala més conservadora de l'Església catòlica o la dogmàtica moral sexual, cosa que era inimaginable al segle xx.